# Athene noctua

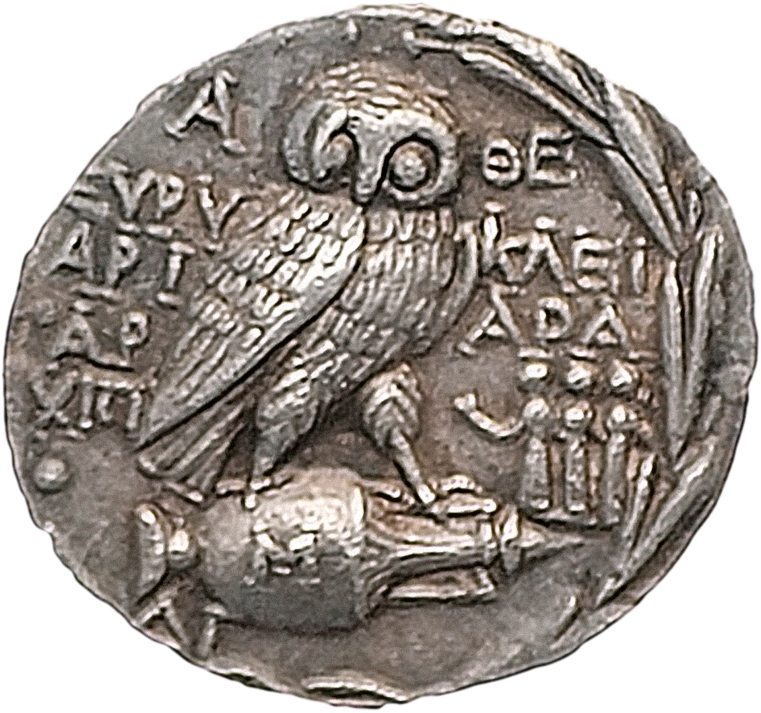
Tetradracma de Atenas.

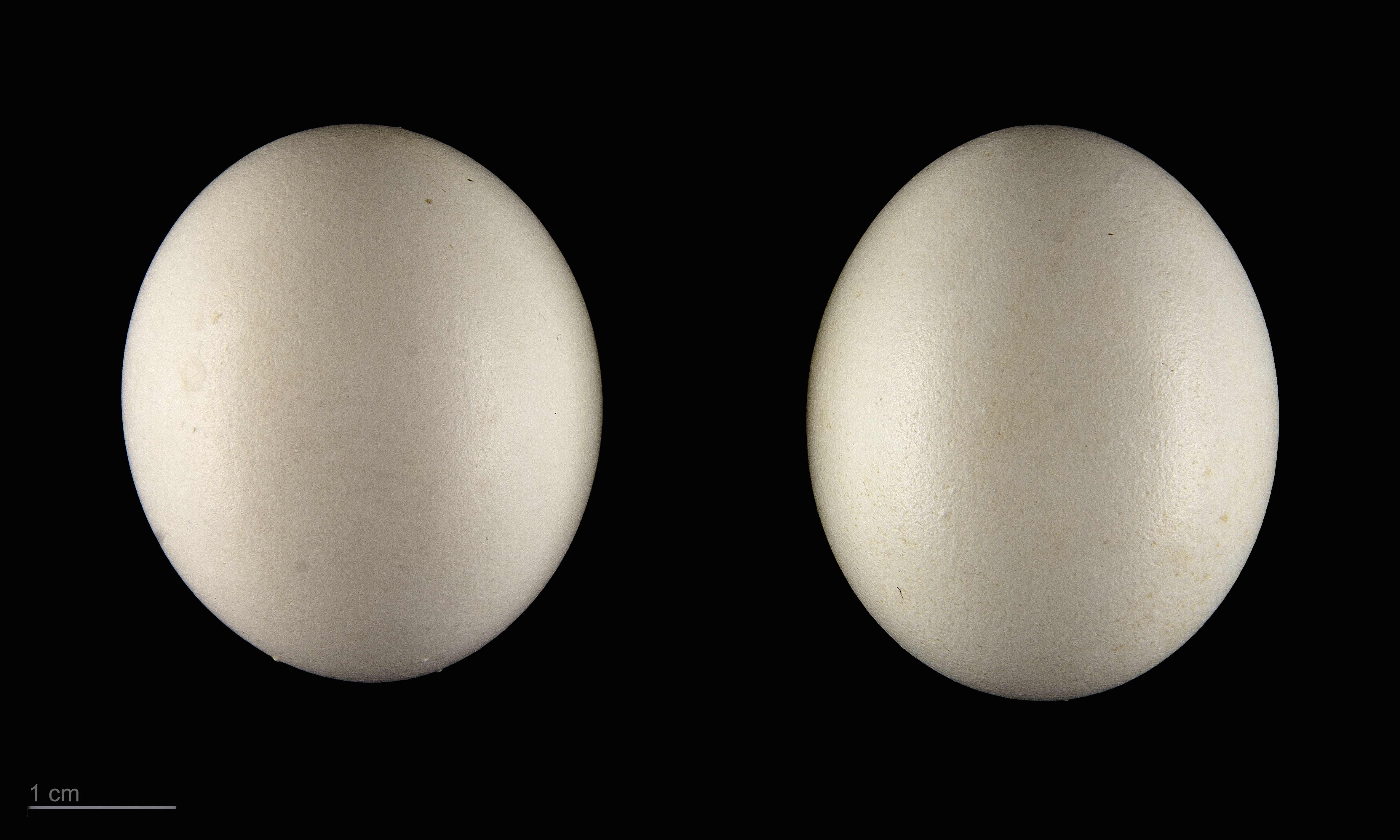
Athene noctua vidalii

El mochuelo europeo o mochuelo común (Athene noctua) es un ave estrigiforme de la familia Strigidae. Está muy difundida por toda la mitad sur de Europa y el norte de África, puesto que es típica de ecosistemas mediterráneos con abundancia de olivos. 
Este búho es miembro de la típica o verdadera familia de búhos Strigidae, que contiene la mayoría de las especies de búhos, siendo el otro grupo las lechuzas comunes, Tytonidae. Es una especie pequeña (aproximadamente 22 cm de largo), de colores crípticos, principalmente nocturna y se encuentra en una variedad de hábitats que incluyen tierras de cultivo, franjas de bosques, estepas y semidesiertos. Se alimenta de insectos, lombrices, otros invertebrados y pequeños vertebrados. Los machos poseen territorios que defienden de los intrusos. Este búho anida en cavidades y en primavera pone una nidada de unos cuatro huevos. La hembra hace la incubación y el macho lleva alimento al nido, primero para la hembra y luego para las crías recién nacidas. A medida que los polluelos crecen, ambos padres cazan y les llevan comida, y los polluelos abandonan el nido aproximadamente a las siete semanas de edad.

## Descripción
Tiene unos 25 cm de longitud de pico a punta de la cola.
Como la mayoría de aves de la familia Strigidae, el mochuelo europeo tiene grandes ojos de iris amarillo-pálido orientados hacia la parte frontal del cráneo. Es de contextura rechoncha, de color pardo con manchas blancas, y en vuelo se distingue por sus alas cortas, redondeadas y con líneas punteadas de color blanco. Se parece un poco al autillo europeo, pero este es de color ceniza, con un par de mechones en punta encima de la cabeza, y es también menos corpulento que el mochuelo.
El vuelo del mochuelo común es ondulado, con descensos y ascensos continuos y de aleteos rápidos.
Su voz es fácil de escuchar en los atardeceres: una serie de reclamos agudos y fuertes. Se suele ver sobre todo en paisajes mediterráneos, con olivos, matorrales, y algún que otro pedregal. También es frecuente verlo de día, posado sobre un poste.
Caza sobre todo pequeños roedores, insectos grandes, pequeños pájaros y gusanos.

## Comportamiento y ecología
Este búho suele posarse en una posición elevada, listo para abalanzarse sobre cualquier pequeña criatura que observe. Se alimenta de presas como insectos y lombrices, así como de pequeños vertebrados, incluidos anfibios, reptiles, aves y mamíferos. Puede perseguir a sus presas en el suelo preservando las sobras en agujeros en el suelo u otros escondrijos.Un estudio de los pellets de material no digerible que regurgitan las aves descubrió que los mamíferos constituían entre el 20 y el 50% de la dieta y los insectos entre el 24 y el 49%. Entre los mamíferos capturados figuran ratones, ratas, topillos, musarañas, topos y conejos. Las aves se capturan sobre todo durante la época de cría y suelen ser volantones, incluidos los pollos de aves de caza. Entre los insectos había Dípteros, Dermápteros, Coleópteros, Lepidópteros e Himenópteros. En la dieta se incluía algo de materia vegetal (hasta un 5%) y es posible que la ingirieran de forma accidental.

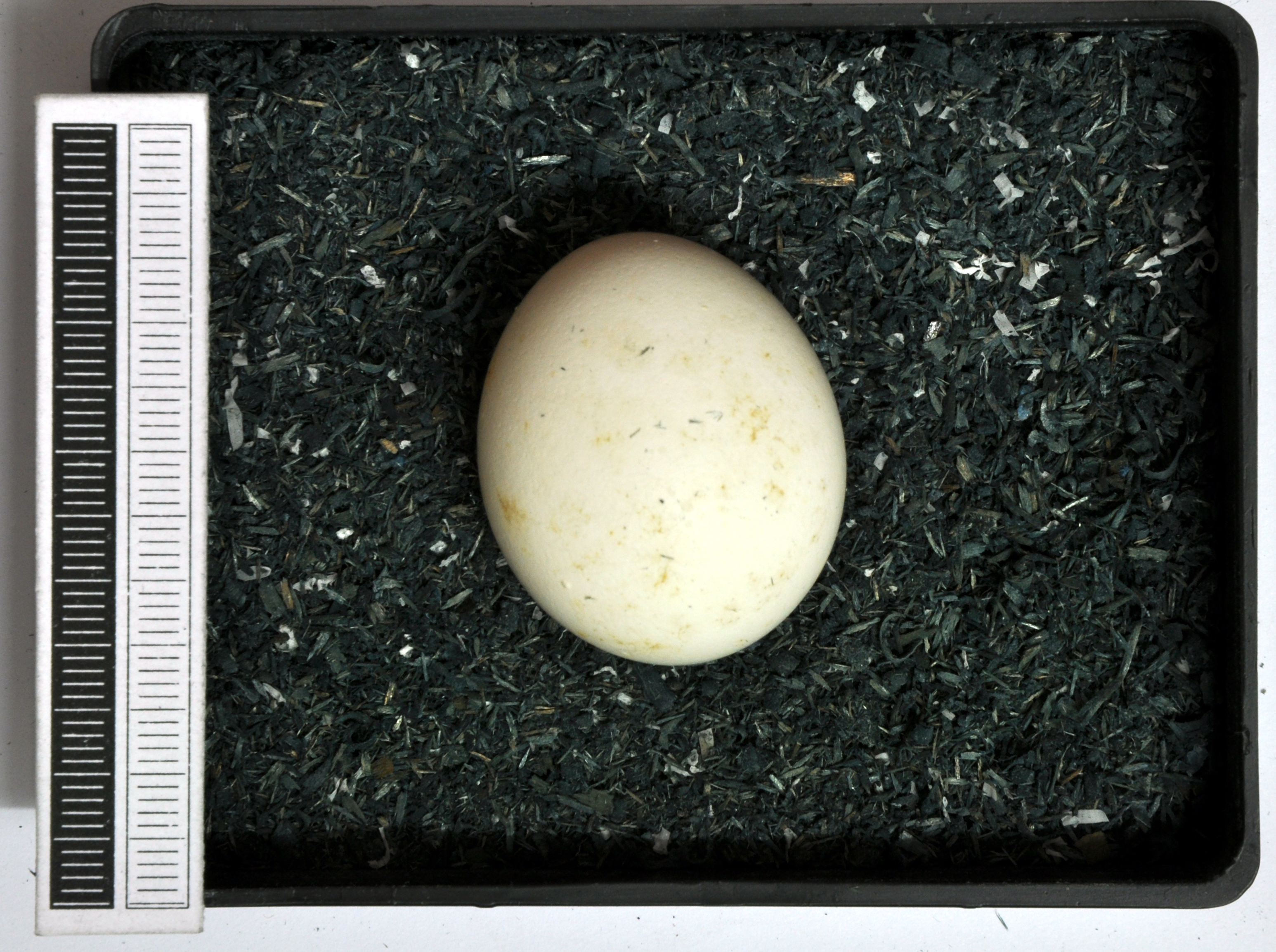
Huevo de lechuza en el Museo de Wiesbaden.

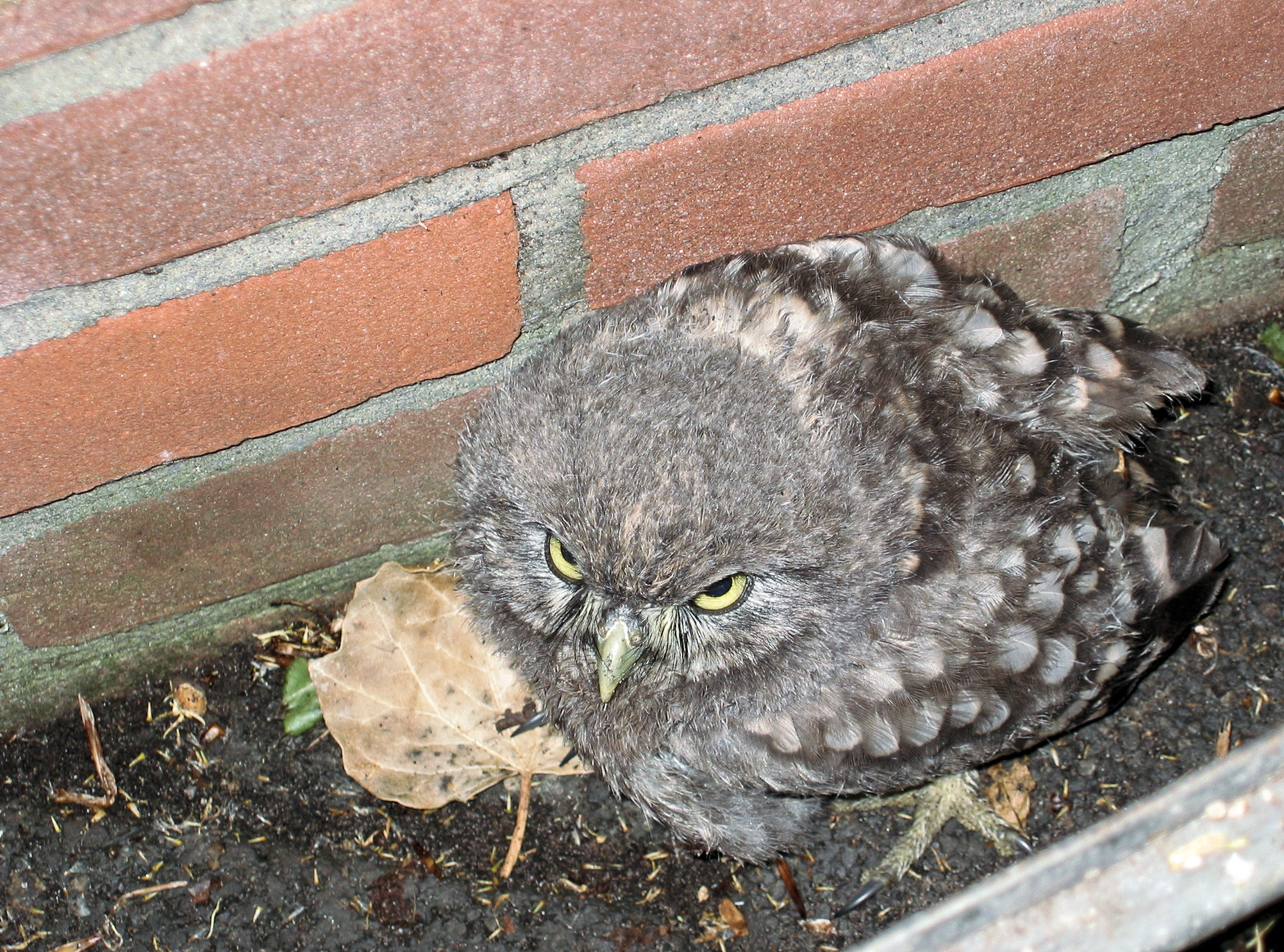
Juvenil.

El mochuelo es territorial, el macho normalmente permanece en un territorio de por vida. Sin embargo, los límites pueden expandirse y contraerse, siendo mayores en la época de cortejo en primavera. La zona de campeo, en la que el ave realmente caza para alimentarse, varía según el tipo de hábitat y la época del año. Los mochuelos con áreas de campeo que incorporan una gran diversidad de hábitats son mucho más pequeños (< 2 ha) que los que crían en tierras de cultivo monótonas (con áreas de campeo de más de 12 ha).  Las áreas de campeo más extensas se traducen en una mayor actividad de vuelo, viajes de búsqueda de alimento más largos y menos visitas a los nidos. Si un macho se entromete en el territorio de otro, el ocupante se acerca y emite sus llamadas territoriales. Si el intruso persiste, el ocupante vuela hacia él agresivamente. Si esto no tiene éxito, el ocupante repite el ataque, esta vez intentando hacer contacto con sus garras.  En la retirada, un búho a menudo se deja caer al suelo y realiza una huida a baja altura.  El territorio se defiende más activamente frente a un macho extraño en comparación con un macho conocido de un territorio vecino; se ha demostrado que el mochuelo puede reconocer aves familiares por la voz.
El mochuelo es en parte diurno y a menudo se posa de forma audaz y prominente durante el día. Si viven en una zona con mucha actividad humana, los mochuelos pueden acostumbrarse a los humanos y permanecer en su percha, a menudo a la vista de todos, mientras haya gente. El mochuelo tiene una esperanza de vida de unos 16 años. Sin embargo, muchas aves no alcanzan la madurez; los inviernos severos pueden pasar factura y algunas aves mueren atropelladas por vehículos de carretera por la noche, por lo que la esperanza de vida media puede ser del orden de 3 años.

### Cría
Esta lechuza se vuelve más ruidosa por la noche a medida que se acerca la época de cría, a finales de la primavera. El lugar de nidificación varía según el hábitat, encontrándose nidos en agujeros de árboles, en acantilados, canteras, muros, edificios antiguos, orillas de ríos y madrigueras de conejos. Pone una nidada de 3 a 5 huevos (ocasionalmente de 2 a 8). Los huevos son ampliamente elípticos, blancos y sin brillo; miden alrededor de 35,5 por 29,5 mm. Son incubados por la hembra, que a veces empieza a sentarse tras la puesta del primer huevo. Mientras incuba los huevos, el macho le lleva comida. Los huevos eclosionan a los 28 o 29 días. Al principio los polluelos son criados por la hembra y el macho les trae comida que ella les distribuye. Más tarde, ambos progenitores participan en la caza y alimentación de los mismos. Las crías abandonan el nido alrededor de las 7 semanas y pueden volar una o dos semanas después. Normalmente hay una sola nidada, pero cuando la comida es abundante, puede haber dos.Las reservas de energía que los pequeños polluelos de lechuza son capaces de acumular cuando están en el nido influyen en su supervivencia tras el volantón, ya que las aves en buenas condiciones físicas tienen muchas más posibilidades de sobrevivir que las que están en malas condiciones.   Cuando los jóvenes se dispersan, rara vez viajan más de unos 20 km (12 mi). Las parejas de aves suelen permanecer juntas todo el año y el vínculo puede durar hasta la muerte de uno de los miembros de la pareja.

## Distribución geográfica y hábitat

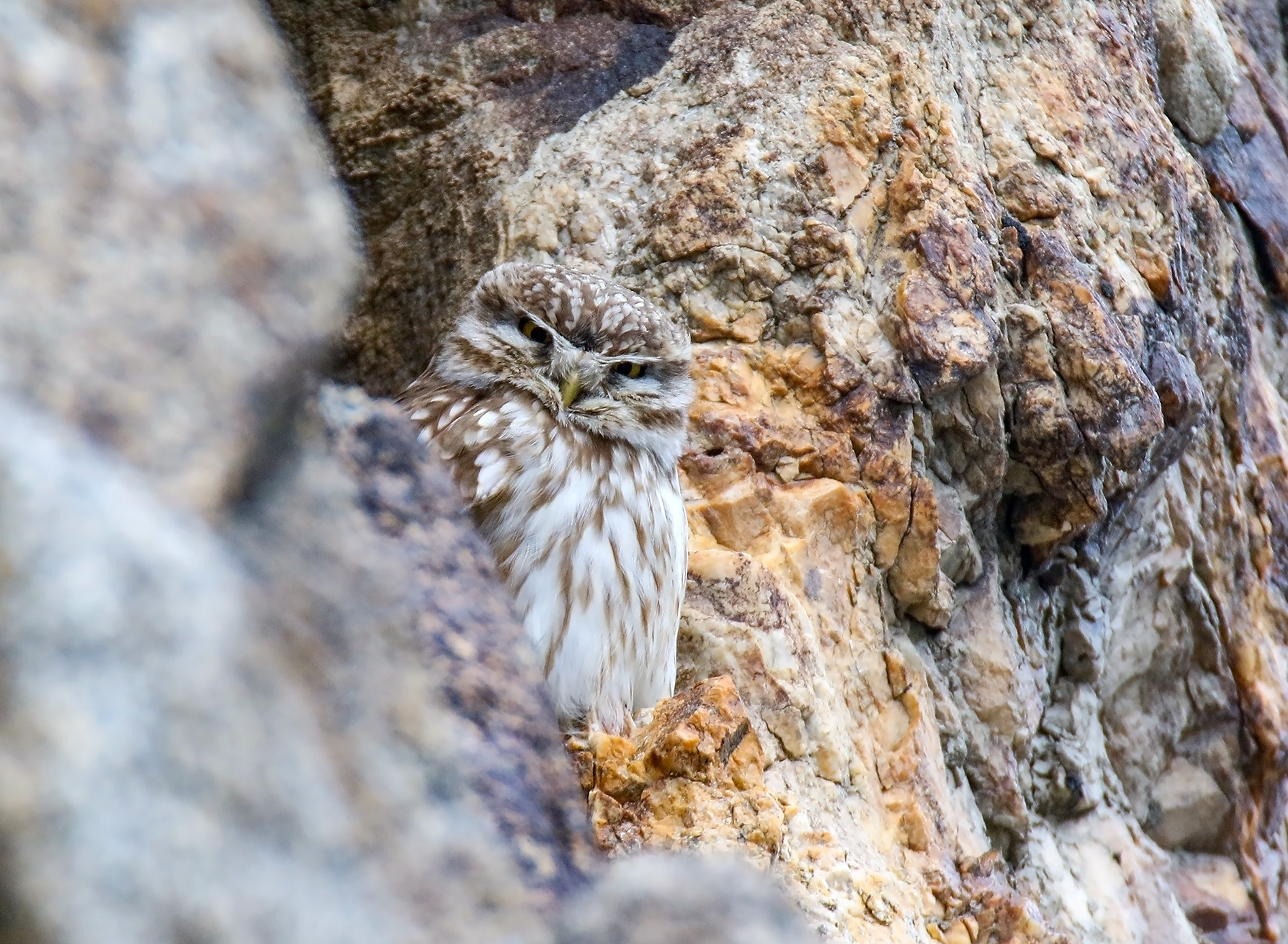
Mochuelo en un acantilado de Pakistán

El mochuelo común se distribuye por Europa, Asia y el norte de África. Su área de distribución en Eurasia se extiende desde la península ibérica y Dinamarca hacia el este hasta China y hacia el sur hasta el Himalaya. En África está presente desde Mauritania hasta Egipto, el Mar Rojo y Arabia. El ave se ha introducido en Nueva Zelanda y en el Reino Unido, donde se ha extendido por gran parte de Inglaterra y todo Gales.

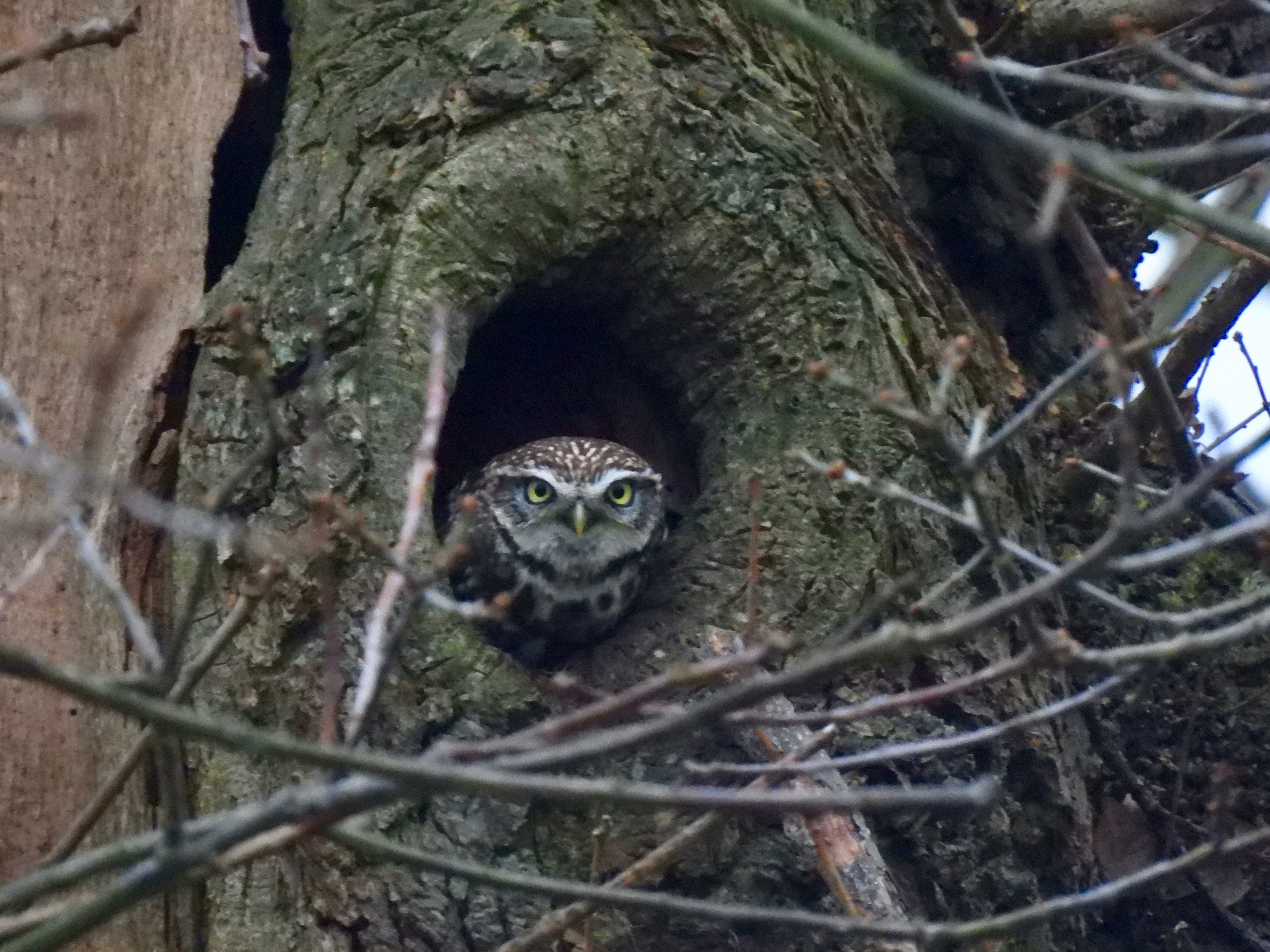
Los mochuelos suelen anidar en troncos de árboles huecos (reserva Strumpshaw Fen RSPB, Norfolk)

Se trata de una especie sedentaria que se encuentra en campo abierto en una gran variedad de hábitats. Entre ellos se encuentran tierras agrícolas con setos y árboles, huertos, linderos de bosques, parques y jardines, así como estepas y semidesiertos pedregosos. También está presente en zonas desarboladas, como dunas, y en las proximidades de ruinas, canteras y afloramientos rocosos. A veces se adentra en pueblos y suburbios. En el Reino Unido es principalmente un ave de las tierras bajas, y suele estar por debajo de los 500 m. En Europa continental y Asia puede encontrarse a mucha mayor altitud; se ha registrado un individuo a 3.600 m en el Tíbet.

## Subespecies
Son reconocidas las siguientes subespecies:
- Athene noctua bactriana Blyth, 1847
- Athene noctua glaux (Savigny, 1809)
- Athene noctua impasta Bangs & J. L. Peters, 1928
- Athene noctua inigena C. L. Brehm, 1855
- Athene noctua lilith Hartert, 1913
- Athene noctua ludlowi E. C. S. Baker, 1926
- Athene noctua noctua (Scopoli, 1769)
- Athene noctua orientalis Severtzov, 1873
- Athene noctua plumipes Swinhoe, 1870
- Athene noctua saharae (O. Kleinschmidt, 1909)
- Athene noctua somaliensis Reichenow, 1905
- Athene noctua spilogastra (Heuglin, 1869)
- Athene noctua vidalii A. E. Brehm, 1857

## Estado de conservación
A. noctua tiene un área de distribución extremadamente extensa. Se calcula que en Europa hay entre 560.000 y 1,3 millones de parejas reproductoras y, dado que Europa representa entre el 25 y el 49% del área de distribución global, la población mundial puede oscilar entre los 5 y los 15 millones de aves. Se cree que la población es estable y, por estas razones, la Unión Internacional para la Conservación de la Naturaleza ha evaluado el estado de conservación del ave como de "preocupación menor".

## Mitología
En la Antigua Grecia era el animal sagrado de la diosa Atenea, de la cual toma su nombre científico, y símbolo de la ciudad de Atenas. Por ello, muchas monedas acuñadas llevaban en su reverso la imagen de este animal. El filósofo alemán Georg Wilhelm Friedrich Hegel la adoptó en el siglo XIX como símbolo de la Filosofía. En 1923, el filósofo José Ortega y Gasset utilizó al mochuelo como logotipo para la Revista de Occidente.
En la cultura romana era originariamente un ave que anunciaba muerte y, por influjo de Grecia, se convirtió, también, en el ave de Minerva.

## En la cultura

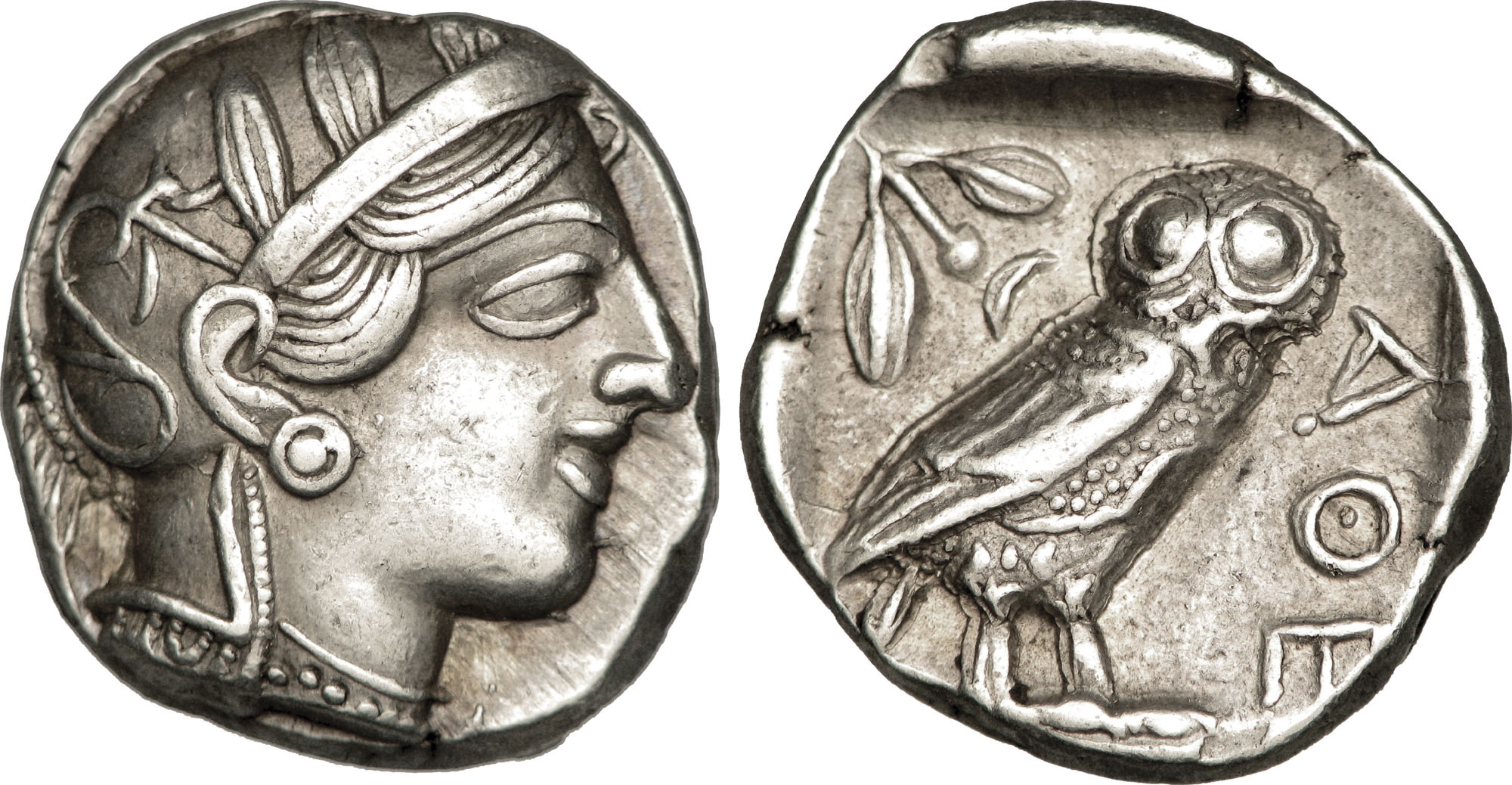
Moneda de tetradracma ateniense que representa a la diosa Atenea, con un pequeño búho y una rama de olivo en el reverso. A la derecha se aprecia la inscripción ΑΘΕ (ATHE NA).

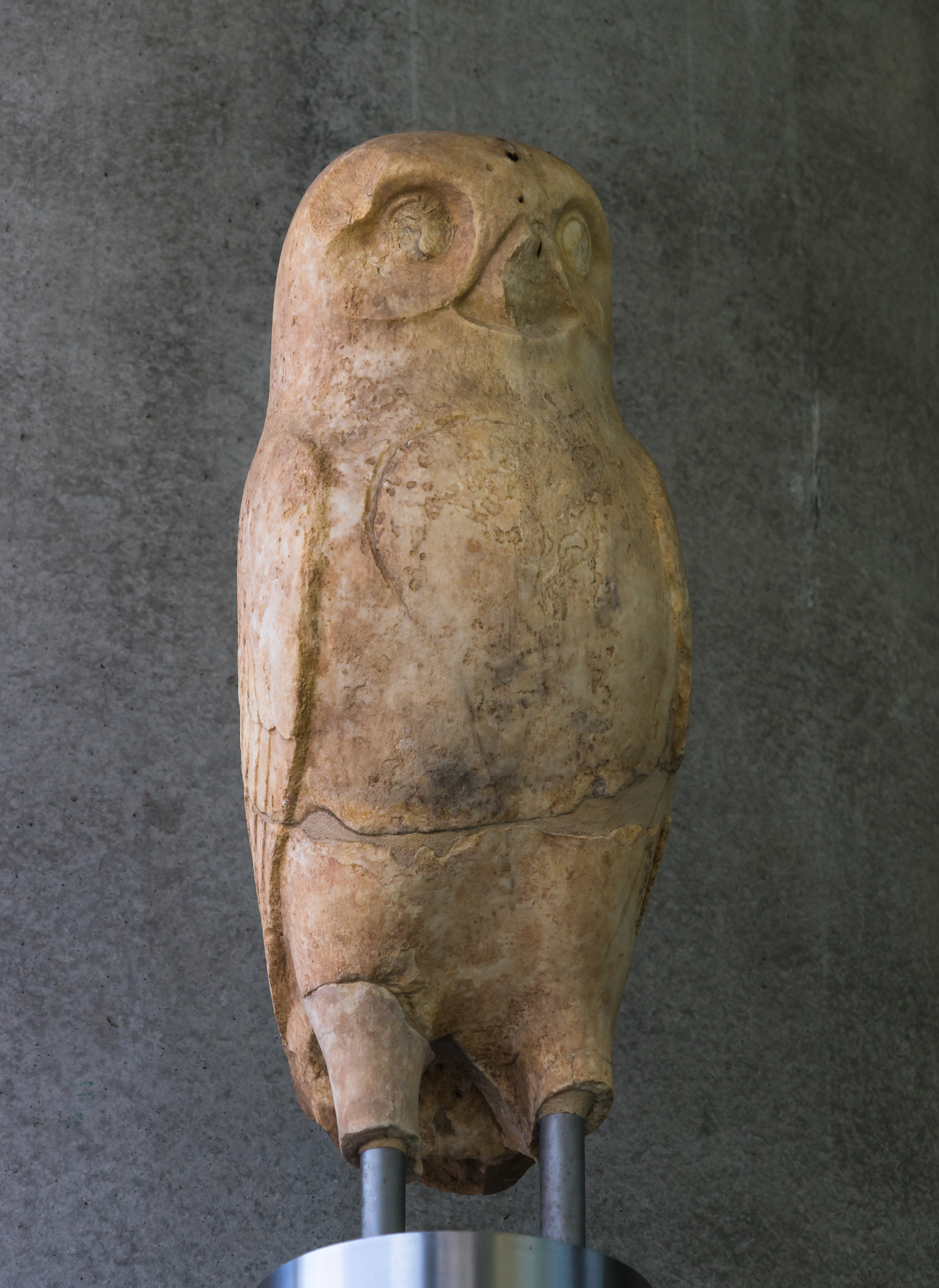
Estatua de un búho,, en el Museo de la Acrópolis, Atenas

Los búhos se han representado a menudo desde el Paleolítico superior en adelante, en formas que van desde estatuillas y dibujos hasta cerámica y postes de madera, pero en su mayoría son genéricos más que identificables por especies. Sin embargo, el búho pequeño está estrechamente asociado con la diosa griega Atenea y la diosa romana Minerva, y por tanto representa la sabiduría y el conocimiento. Un mochuelo con una rama de olivo aparece en una moneda tetradracma griega del año 500 a. C. (una copia de la cual aparece en las modernas monedas griegas de un euro) y en una estatua de bronce del siglo V a. C. de Atenea que sostiene el ave en su mano. Se cree que la llamada de un pequeño búho anunció el asesinato de Julio César.
En el folclore búlgaro y rumano, se dice que el pequeño búho es un presagio de la muerte.
En 1843 varios búhos pequeños que habían sido traídos de Italia fueron liberados por el naturalista inglés Charles Waterton en su finca de Walton Hall en Yorkshire, pero estos no lograron establecerse. Posteriormente, Lord Lilford introdujo con éxito el ave en su finca Lilford Hall cerca de Oundle en Northamptonshire y Edmund Meade-Waldo en Stonewall Park cerca de Edenbridge, Kent. Desde estas zonas las aves se extendieron y llegaron a ser abundantes en 1900. Los mochuelos adquirieron mala reputación y se creía que se alimentaban de pollos de aves de caza.  Por ello, se convirtieron en motivo de preocupación para los criadores de caza, que intentaron eliminarlos. En 1935, el British Trust for Ornithology inició un estudio sobre la dieta del mochuelo dirigido por la naturalista Alice Hibbert-Ware. El informe demostró que los búhos se alimentan casi exclusivamente de insectos, otros invertebrados y pequeños mamíferos, por lo que suponen una pequeña amenaza para las aves de caza.
Existen pruebas de que a partir del siglo XIX los búhos pequeños se criaban ocasionalmente como aves ornamentales. En Italia, se tenían búhos pequeños domesticados y amputados para cazar roedores e insectos en la casa y el jardín.
Más común era criar búhos pequeños para utilizarlos en la llamada caza casera. Se aprovechaba así el hecho de que muchas especies de aves reaccionan ante los búhos con un comportamiento agresivo cuando los descubren durante el día (mobbing). Este tipo de cacerías, sobre todo con cárabos, se practicaron en Italia desde el año 350 a. C. hasta el siglo XX y en Alemania desde el siglo XVII hasta el siglo XX. En Italia, se capturaban principalmente alondras de esta forma. El principal lugar de comercio era Crespina, una pequeña ciudad cerca de Pisa. Aquí, los mochuelos se vendían tradicionalmente el 29 de septiembre, después de ser sacados de sus nidos y criados bajo cuidado humano. Sólo desde la década de 1990 se ha prohibido oficialmente este comercio; sin embargo, debido a la larga tradición cultural para la caza con mochuelos, todavía se conceden exenciones. Así, todavía existe un centro de cría de mochuelos cerca de Crespina, que es mantenido por cazadores. 
En 1992, el pequeño búho apareció como marca de agua en el billete de 100 florines de Jaap Drupsteen para los Países Bajos.

## Ave del año
En 1972, el mochuelo europeo fue Ave del año en Alemania. La Sociedad Española de Ornitología (SEO/BirdLife) declaró al mochuelo europeo Ave del año 2011. A través de la iniciativa Ave del Año SEO/BirdLife realiza campañas especiales encaminadas a la conservación de la especie.